# Sundskär

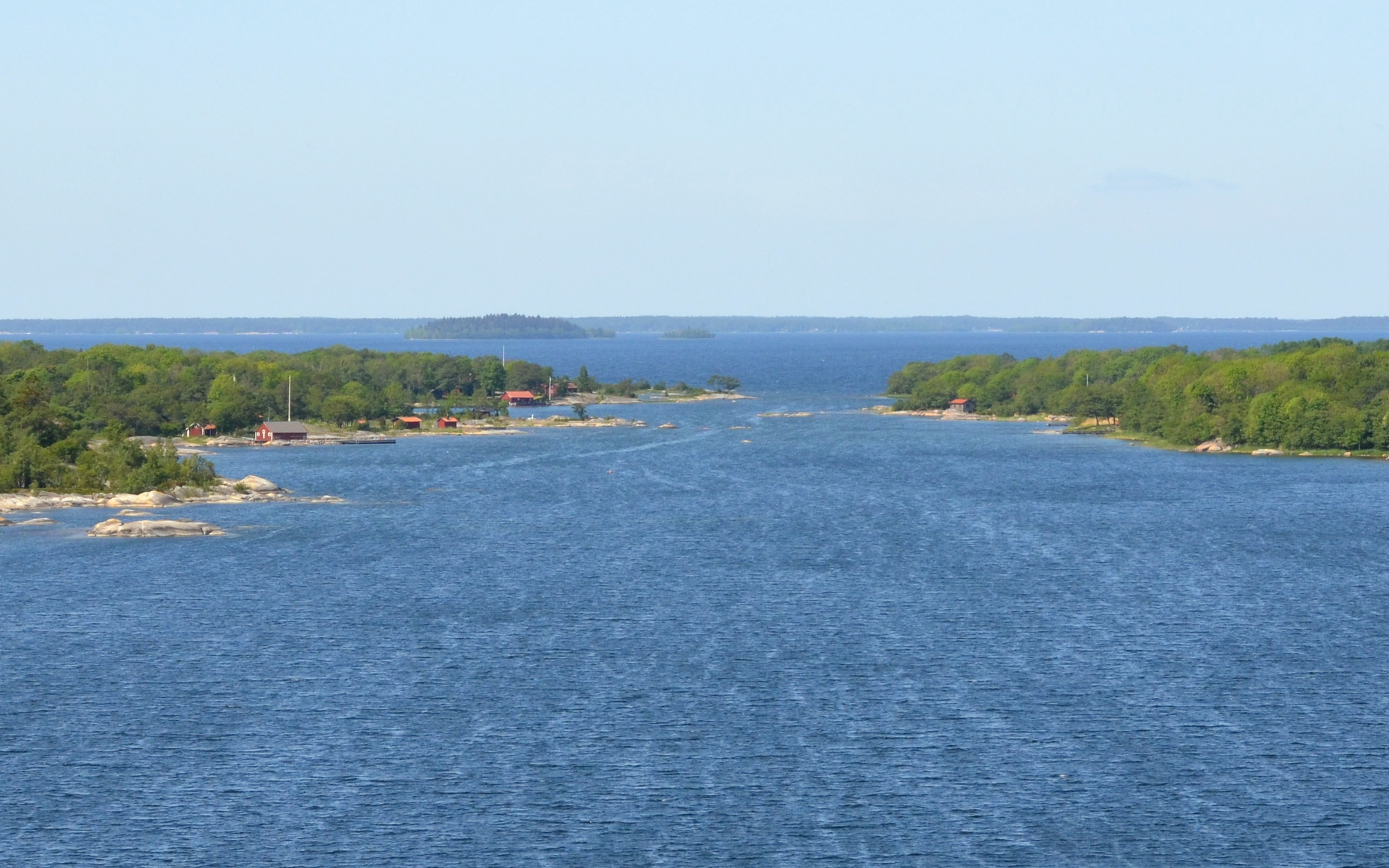
Sundet mellan Sundskär (till vänster) och Brännskär (till höger).

För andra betydelser, se Sundskär (olika betydelser).
Sundskär är en 1,5 kilometer lång ö 3,5 sjömil sydöst om Kapellskär i Norrtälje kommun.
Sundskär har varit bebott sedan 1500-talet. År 1628 fanns här två gårdar. Den ena ägdes av Mårten Hansson och den andra av Erik Månsson. År 1668 hade antalet gårdar ökat till fem. Den första kartan över Sundskär ritades av Johan Werving år 1709. Den kartan var dock mycket enkel och torftig på detaljer. En mer detaljerad karta är storskifteskartan från 1792. På den syns den gamla byn i mitten av ön, väster om den välskyddade hamnviken Storkobbsfladen. Under 1800-talet grundade Storkobbsfladen upp och torkade ut och bebyggelsen flyttade till öns norra och västra sida. Det innebar möjlighet till utvecklat jordbruk och i slutet av 1800-talet bodde 77 personer i 9 gårdar. Utöver jordbruk och fiske var bondeseglation en viktig inkomstkälla. Johan Norman byggde sin första fraktbåt här på Sundskär innan han flyttade till Blidö. Flera piggeskutor byggdes på ön men på 1920-talet upphörde fraktfarten på grund av minskad lönsamhet. De som fortsatte övergick i stället till spritsmuggling.
På 1930-talet bedrevs fortfarande jordbruk, men sedan mitten av 1900-talet har ön börjat växa igen. De inre delarna är i stort sett oframkomliga med undantag för ett fåtal stigar.
Ön gjordes riksbekant av den moderate politikern Gösta Bohman vars fru Gunnel hade sin sommarstuga på Sundskär. Gösta Bohman gav bland annat ut en bok om ön med titeln Sundskär – En övärld i havsbandet. Inför valet 1979 blev Bohmans torrdass på Sundskär en del i valdebatten som en symbol för överbyråkratisering. Gösta Bohman ville tömma dasset själv på Sundskär och menade att så gjorts av gammal hävd i skärgården medan Norrtälje kommun hänvisade till sina föreskrifter. En annan bok som också handlar om Sundskär är biografin Kerstin på skäret – Den sista Sundskärsbon av Björn och Sirkka Frändegård.
| ”                      | – Jaså, ni bor på Gösta Bohmans ö? – Nej, det är han som bor på våran ö. Vi var här först. | „ |
| – Ur Kerstin på skäret |                                                                                            |   |

Sundskär saknar både elektricitet och reguljär båtförbindelse. Numera saknas också fast telefoni eftersom Telia har dragit in kopparnätet.